# الجمهورية المجرية السوفييتية
الجمهورية المجرية السوفييتية (بالمجرية: Magyarországi Tanácsköztársaság) جمهورية شيوعية تأسست في المجر في مارس 1919 لم تدم إلا أربعة أشهر حيث انهارت الحكومة الشيوعية بعد دخول القوات الرومانية العاصمة المجرية بودابست في 6 أغسطس 1919 خلال الحرب المجرية الرومانية، تعد الجمهورية المجرية السوفييتية أول حكومة شيوعية تتشكل في أوروبا بعد ثورة أكتوبر في روسيا.

## الواقع السياسي والاجتماعي في المجر عشية الحرب العالمية الأولى
بلغ عدد سكان الجزء المجري من الامبراطورية النمساوية المجرية ال18 مليونا موزعين على قوميات مختلفة لم تزد نسبة المجريين فيها عن 54.5%، في حين توزع باقي السكان على قوميات مختلفة أهمها الرومانيون (16.1%) والسلوفاك (10.1%) والناطقين بالألمانية (10.1%) ومجموعات قومية أخرى بواقع 2.5% لكل منها: الأوكران والروس والصرب، وكانت هذه القوميات المختلفة تتركز كل منها في الغالب في منطقة متاخمة لدول بقومية مماثلة تطمح بضم هذه المناطق إليها (رومانيا وصربيا، ولاحقا تشيكوسلوفاكيا).  كما بلغت نسبة اليهود 7% موزعة على هذه القوميات، مع تركيز في العاصمة بودابست حيث بلغت نسبتهم ال20%. كان شق الامبراطورية المجري يقدم نصف انتاجها الزراعي وثلث انتاجها الصناعي، وكان عشية الحرب لا يزال الأكثر تخلفا في التصنيع والتحديث، على الرغم من التطور السريع الذي شهدته البلاد منذ الاستقلال الداخلي عام 1867، فحتى العام 1914 توسعت حصة الصناعة والمناجم من الدخل القومي على حساب حصة الزراعة التقليدية لتبلغ 30.4%، وكذلك وحصة التجارة والمواصلات 13.2%، وهذا عنى نشوء طبقة عمالية كبير في المدن الكبرى والمناطق الصناعية بلغت حوالي المليون فردا مثلوا مع عوائلهم خمس سكان البلاد، وقدمت القاعدة الاجتماعية للحركة الاشتراكية الصاعدة بنقاباتها وجمعياتها ال28 والتي بلغ عدد أعضائها عام 1906 ال215000 عاملا. مقابل هذا التطور الرأسمالي احتفظت البلاد بالتركيبة الإقطاعية القديمة وشهدت تناقضات حادة في توزيع الثروة، حيث سيطرت خمسة بنوك على حياة البلد الاقتصادية، وظلت ملكية الأراضي محصورة في مجموعة من العائلات الإقطاعية (184 عائلة) والبرجوازية التجارية الكبيرة (حوالي الألف)، وامتلك 0.3% من السكان 27% من الأراضي، في حين لم يتجاوز ما يمتلكه ثلاثة أرباع سكان الأرياف خمس مساحة الأراضي الزراعية. لم تستثمر الدولة الكثير في النظامين الصحي والتعليمي، وبلغت نسبة الأمية ثلثي السكان، في حين لم يتجاوز عدد الأطباء ال5800 طبيبا. سياسيا لم ينل مواطنو المجر حق الاقتراع العام والمتساوي، بخلاف الشق النمساوي الذي ناله في العام 1907، وكانت نسبة من لهم حق الاقتراع لا تتجاوز ال10% من السكان.

## سقوط إمبراطورية هابسبورغ وقيام الجمهورية المجرية
شاركت المجر في الحرب العظمى بصفتها جزءا من الامبراطورية النمساوية المجرية التي كانت ذات نظام كونفدرالي يعطي المجر استقلالا داخليا بحكومة وقوانين منفصلة مع إبقاء شؤون الخارجية والدفاع في يد القيصر الذي كان يعتبر أيضا ملكا على المجر. في الحرب الأولى قدمت المجر 3.8 مليون جنديا قتل منهم 670 ألفا وجرح 750 ألفا وأسر 1.3 مليون.  أدت الحرب إلى استفحال التناقضات الطبقية، ففي حين راكم أصحاب الصناعات المرتبطة بالمجهود الحربي وأصحاب المناجم الأرباح، عمّت المجاعة وأصبت الأغلبية الفقيرة، وفاقم من الأزمة قرارات حكومة الحرب التي ترأسها النبيل والرأسمالي كونت إشتفان تيسا والتي سنت قوانين تقلص من حقوق ومكتسبات العمال في ما يتعلق بعمل الأطفال وبالتنظيم النقابي. من جانب آخر عمقت الحرب من التناقضات داخل الطبقة الهنغارية الحاكمة، فانشق عام 1916 عن حزب الاستقلال الهنغاري الكونت ميهالي كارولي وأسس كتلة برلمانية لبرالية تسعى إلى إقامة نظام برلماني فدرالي في الشق الهنغاري من الامبراطورية، والأهم من ذلك أنها طالبت بخروج المجر من الحرب، ما وفر لها شعبية في صفوف الفلاحين والعمال. في عام 1917 أقام كارولي جبهة سياسية عريضة مع ثلاثة من الأحزاب الاشتراكية والديمقراطية مطالبين بحق الاقتراع العام والمتساوي. قدم قيام الثورة البلشفية في روسيا أفقا لإنتهاء الحرب وسارع من انتظام العمال في حركة احتجاجات وإضرابات، فشهدت المصانع الحربية الكبرى في بودابست إضرابا كبيرا في يومي 1 و 2 مايو، وتبعته اضرابات متعددة في مختلف المدن الصناعية تعرض منظموها للاعتقال والمحاكمة. في هذه المرحلة ساد الجناح اليساري في الحزب الاشتراكي الديمقراطي وشكل مع مجموعات من مناهضي الحرب منظمة «الاشتراكيين الثوريين» التي لعبت دورا كبيرا في حركة الإضرابات. في يناير 1918، وبعد النداء الذي وجهه البلاشفة مع تعثر مفاوضات برست ليتوفسك، شهدت مدن الامبراطورية النمساوية الكبرى حركة إضرابات كبرى من أجل وقف الحرب وعدم ربط وقف إطلاق النار بمطالب إقليمية نمساوية وأوروبية، وجرت في بودابست ست مظاهرات كبرى وإضراب دام ثلاثة أيام. في فبراير من نفس العام.مع تصاعد حركة الإضراب تصاعد عنف الدولة في قمعها فتعاملت بعنف مع المتظاهرين وأعدمت عددا من منظمي الإضرابات في هذه الفترة برز كذلك على مسرح الأحداث في فبراير 1918 قائد أسطول النمسا-المجر الأدميرال المحافظ ميكلوش هورتي في قمعه الدموي لتمرد بحارة الأسطول وإضراب عمال ميناء كوتور على البحر الأدرياتيكي، حيث سجن المئات وأعدم رميا بالرصاص 91 من البحارة، وهو نموذج لما سيفعله هورتي لاحقا بعد وصوله إلى السلطة.
أمام الوضع الثوري المتفجر في البلاد انعقد مؤتمر الحزب الاشتراكي الديمقراطي في أكتوبر في أكتوبر 1918 وساد توجه التيار اليساري داخل الحزب، ففي حين طالب المعتدل سيغموند كونفي بالقطع مع ألمانيا وفك ارتباط المجر مع النمسا، والتحالف مع الأحزاب اللبرالية من أجل إقامة ديمقراطية برلمانية، طالب يسار الحزب بقيادة يوزيف بوغاني بإقامة حكم مجالس (سوفييتات) يحقق مطالب الطبقة العمالية. مع استسلام ألمانيا وانهيار دولة هابسبورغ في أكتوبر/نوفمبر 1918 قاد الكونت كارولي التحالف الديمقراطي البرلماني الذي قدم ورقة ب12 مطلبا أهمها القطع مع ألمانيا، واستقلال المجر، وإقامة انتخابات جديدة على أساس حق الاقتراع العام والمتكافئ للجنسين، وحكم ذاتي للأقليات القومية، وحرية التعبير والتجمع والتنظيم. بناء على الوضع الجديد استقالت حكومة الحرب التي كان يترأسها ساندور فيكيرله، وكلف القيصر كارل الأول (قيصر النمسا-المجر منذ 1916، الذي كان كذلك يعتبر ملك المجر بلقب كارل الرابع) السياسي المحافظ الكونت يانوش هاديك بتشكيل حكومة، ما أدى إلى حركة احتجاجات واسعة أمام البرلمان والقصر الملكي تطالب بتنصيب ميهالي كارولي اذي حظى بتأييد شعبي واسع وأطلق عليه لقب «الكونت الأحمر». بذلك تحول البرلمان إلى مركز للسلطة وشكل تحالف كارولي لجنة تنفيذية فيها قيادات من حزب كارولي واللبراليين والاشتراكيين الديمقراطيين، في حين وضع مجلس جنود بودابست الذي شكله بوغاني في 25 أكتوبر نفسه تحت تصرف البرلمان.
بدأت في هذه المرحلة حركة تمرد واسعة في صفوف الجيش حيث تمرد الجنود وانتزعوا أسلحة ضباطهم تمكنت القوات الموالية لمجلس الجنود ومجموعات الشيوعيين والاشتراكيين الثوريين الناشطة من السيطرة على الثكنات ومراكز الشرطة في العاصمة وعلى السكك الحديدية والمرافق الاستراتيجية فأعاقوا وصول القوات الموالية للملكية. انتزع الجنود شاراتهم ورتبهم العسكرية وعلّقوا في أماكنها زهور النجم، وأطلق على هذه الثورة لاحقا  اسم «ثورة الزهور».
في هذه الفترة أعلن أيضا البرلمانيون التشيك والسلوفاك والسلاف الجنوبيون (اليوغوسلاف) والناطقون بالألمانية في المناطق التابعة للمجر استقلالهم الوطني، وفي فيينا تشكلت حكومة جديدة للشق النمساوي من الامبراطورية بقيادة كارل رينر، وهذا أجبر القيصر كارل على تكليف كارولي بتشكيل الحكومة يوم 31 أكتوبر، وشكل كارولي حكومة ائتلاف مع اللبرال والاشتراكيين بالبرنامج المذكور أعلاه، ووعدت بإصلاح زراعي. جرى انتقال السلطة إلى البرلمان بطريقة سلمية نسبيا وظلت أعمال العنف محدودة ومتفرقة، وفي 31 أكتوبر اقتحم الجنود منزل إستفان تيسا وأعدموه، وفي اليوم التالي أمر وزير الدفاع الجديد بيلا ليندنر الجيش القديم بإلقاء السلاح. في 3 نوفمبر وقعت في بادوا الإيطالية اتفاقية وقف إطلاق النار وخرجت المجر من الحرب. رغم اعلان البرلمان انتهاء «الثورة» استمرت التظاهرات المطالبة بإسقاط الحكم الملكي وبإصلاحات اجتماعية فورية، وجرت في المناطق العمالية انتخابات مجالس سيطر عليها الاشتراكيون واستمر بوغاني في موقعه رئيسا لمجلس الجنود.
مع تنازل القيصر كارل عن عرش المجر أعلن كارولي يوم 16 نوفمبر الجمهورية الشعبية المجرية (بالمجرية: Magyar Nepköztársaság)‏.

## الأزمة القومية وتفكك مملكة المجر القديمة
مع سقوط دولة هابسبورغ تزايدت أطماع دول الجوار بضم المناطق الهنغارية المجاورة ذات التجمعات القومية المشابهة إليها وعملت على فرض حقائق على الأرض تخدمها في مؤتمر الحلفاء في باريس للسلام، وفي المقابل جهدت الحكومة المجرية الناشئة في استيعاب الأقليات القومية في فدرالية متعددة القوميات على النموذج السويسري. لم يعد من الممكن إنقاذ الوضع في الجنوب حيث أعلن ممثلو السلاف (صرب، كروات) في زغرب في 8 أكتوبر اتحاد سلاف الجنوب (اليوغو-سلاف) وأعلن برلمان كرواتيا/سلافونيا المحلي عن فك الارتباط بالمجر، وأمرت قوات الحلفاء الفرنسية المرابطة هناك المجريين بالانسحاب، وفي الأول من ديسمبر اتحدت هذه المناطق هي مع صربيا وأعلنت المملكة اليوغسلافية التي نصب الأمير الصربي كارادجوردجيفيتش ملكا عليها، كما الحق بالمملكة الجديدة كل من الجبل الأسود ومنطقة فويفودينا ذات الأغلبية الناطقة بالمجرية. في الشرق جرت عملية انفصالية مشابهة في منطقة ترانسلفانيا المختلطة (بالمجرية: Erdély)‏ (بالألمانية: Siebenburgen)‏ حيث قرر البرلمان الروماني ضم تلك المناطق واحتلتها رومانيا بالفعل وأقامت فيها مؤتمرا وطنيا أقر في 1 ديسمبر الانضمام إلى رومانيا. أما في الشمال ذو الأغلبية السلوفاكية (58%) والذي كان لا يزال تحت سيطرة القوات الهنغارية فلم يكن يتحمّس السلوفاك لمطالب الدولة التشيكية الناشئة في براغ بضمهم وقبلوا بالحم الذاتي الذي اقترحته بودابست، في حين نجحت القوات الهنغارية في نوفمبر بالتصدي لمحاولة التشيك غزو المنطقة عسكريا، إلا أن قيادة الحلفاء حددت خطا فاصلا وأمرت القوات الهنغارية بالانسحاب وتسليم الإدارة المدنية إلى التشيك. في أقصى الشرق اتحدت المناطق المختلطة ذات الأغلبية الروثينية/الأوكرانية مع جمهورية أوكرانيا السوفييتية.

## تأسيس الحزب الشيوعي المجري
تصاعدت في الجمهورية الناشئة المطالب بالإصلاح الزراعي ونقل ملكية الأراضي إلى صغار الفلاحين والعمال الزراعيين، كما طالبت الحركة العمالية بتأميم المصانع ونزع ملكيات الأوليغارشية المالية وأغنياء الحرب.

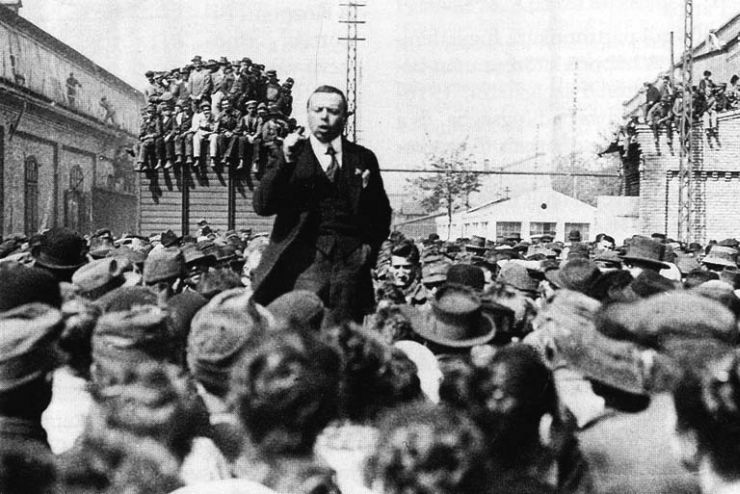
بيلا كون يخطب في بودابست 1919

في هذه الأثناء كان أسرى الحرب يعودون من روسيا، وقد بلغ عددهم 500 ألفا، قاتل منهم ابتداء من العام 1917 ما يقارب ال100 ألف في صفوف الجيش الاحمر في الحرب الأهلية الروسية، وفي مارس 1918 تأسس داخل الحزب الشيوعي الروسي فرع هنغاري بقيادة الصحفي بيلا كون الذي نظم أواسط نوفمبر عودة 300 ألفا من أسرى الحرب الهنغار إلى بلادهم.
لم ينجح  كون العائد إلى البلاد في إقناع قادة الاشتراكية الديمقراطية سيغموند كونفي وفيلتنر ويانو لاندلر بانتزاع السلطة وإقامة حكومة بلشفية، ولكنه لاقى صدى أفضل في صفوف المعارضة اليسارية ومجموعات المثقفين الاشتراكيين وأسس في 24 نوفمبر الحزب الشيوعي المجري. في 30 نوفمبر تأسس اتحاد وطني للشباب العمالي ضم 150.000 عضوا، وبعده بأسبوع ظهرت صحيفة الحزب «الراية الحمراء» (بالمجرية: Vörös Usjag)‏. طالب الحزب الشيوعي بتأميم الصناعات الأهمّ وملكيات الأراضي الكبرى وبسيطرة المجالس العمالية مستلهما النموذج البلشفي الروسي، وتوفرت له قاعدة دعم قوية في صفوف 100.000 عاطل عن العمل وكذلك بين الجنود والضباط المسرّحين (حوالي 20.000)، ومع نهاية العام توفرت لدى الحزب منظمات محلية وعمالية في بودابست ومحيطها بلغ عدد أعضائها ال35.000، سيطرت على جزء مهم من المجالس العمالية ونظّمت إعادة توزيع الأراضي. في مطلع 1919 بدأ الاحتكاك مع الحكومة الهنغارية مع محاولات العمال الشيوعيين الاستيلاء على مصانع كبرى ومناجم، قادت بعضها إلى قمع مسلح وإعدامات نفذتها قوات الحكومة، واعتقلت الحكومة بيلا كون وقادة الشيوعيين بعد تظاهرة أمام مقر صحيفة الاشتراكيين الديمقراطيين تحولت إلى اشتباك وقع فيه قتلى.
استمرت التظاهرات وأعمال احتلال الأراضي والمرافق الصناعية، وتظاهر في بودابست 250 ألف شخص ضد اعتقال قادة الشيوعيين ونجحوا في انتزاع الحكومة بهم بصفتهم معتقلين سياسيين عيّن البرلمان كارولي رئيسا للبلاد وشكّلت حكومة جديدة بقيادة وزير العدل السابق دينيس بيرينكي كان عمادها الحزب الاشتراكي الديمقراطي بالتحالف مع اللبراليين. تصاعد مطالب الإصلاح الاشتراكي بعد تشكيل الحكومة التي يترأسها الاشتراكيون في النمسا المجاورة هيئة مسؤولة عن الاصلاحات الاشتراكية، وحاولت الحكومة التعامل مع ضغط الشارع نحو إصلاحات اشتراكية جذرية، فأصدرت قانونا من أجل إصلاح زراعي معتدل حد ملكية الأراضي ب300 هكتار ونص على تعويض كبار الملاكين، ومع أن كارولي طبق شخصيا هذا القانون وتنازل عن أملاكه، إلا أن كبار الملاكين رفضوا التجاوب، ما عزز من موقف الشيوعيين المطالب بالتأميم الفوري، وبالفعل سيطر الشيوعيون على الأراضي في مناطق نفوذهم وأقاموا فيها تعاونيات زراعية، كما واصلوا تنظيم تشكيلات مسلحة بالتحالف مع مجالس الجنود ومع الضباط والجنود المسرّحين، ومع تصاعد نفوذ الشيوعيين في الشارع وعجز الاشتراكيين الديمقراطيين عن تحقيق مطالبه عبر عملهم في الحكومة مع القوى البرجوازية نشأت حالة ازدواجية في السلطة وأصبح أمام الاشتراكيين خياران: استعمال أجهزة الدولة في القضاء عليهم كما فعل الاشتراكي الديمقراطي نوسكه في ألمانيا، أو التحالف معهم. خشي الاشتراكيون من خسارة العمال كليا إذا تحالفوا مع البرجوازية ضدهم، في حين تخوف المعتدلون من تدخل الحلفاء عسكريا لإسقاط الحكومة.

## قيام وسقوط دولة المجالس (الجمهورية السوفييتية المجرية)

### العمال في السلطة

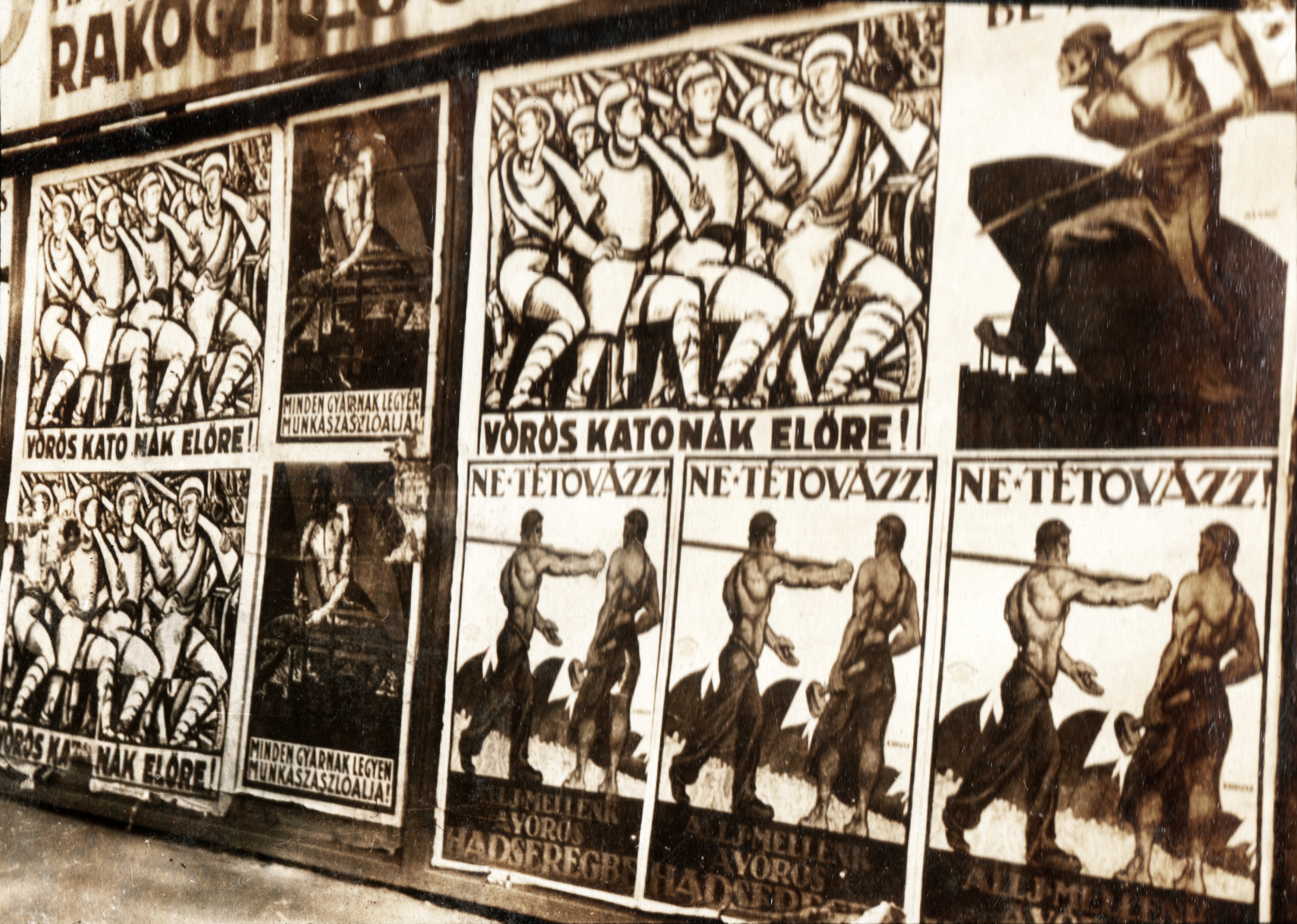
ملصقات سياسية في بودابست - 1919

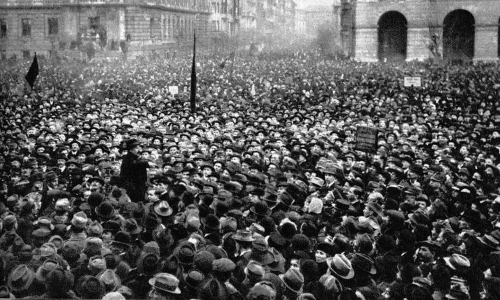
إعلان الجمهورية السوفييتية المجرية في 21 مارس 1919 في العاصمة بودابست

ازدادت حدة الخلاف في صفوف الاشتراكيين وشرع يسار الحزب بمفاوضات مع القادة الشيوعيين المودعين في السجن. أشترط بيلا كون من أجل الوحدة إقامة دكتاتورية البروليتاريا حسب النموذج البلشفي والبدء فورا بتأميم الملكية، والاعتراف بحقوق الأقليات القومية. في النهاية ووفق على شروط الشيوعيين وأسس الطرفان الحزب الاشتراكي الهنغاري. في هذه الأثناء وجهت قوات الحلفاء إنذارا إلى الحكومة المجرية للانسحاب من المناطق التي تطالب بها صربيا ورومانيا وجمهورية التشيك، وهو قرار يعني التنازل عن مساحات واسعة من البلاد لم ترغب الحكومة بتحمل المسؤولية عنه. أمام هذا الاستعصاء السياسي استقالت الحكومة وأعلنت دولة المجالس الاشتراكية (السوفييتية) التي صادق على إقامتها الرئيس كارولي قبل أن يستقيل، وأقيمت بذلك أول حكومة بلشفية في أوروبا بعد الاتحاد السوفييتي.  قامت حكومة دولة المجالس على سيطرة مشتركة من الشيوعيين والاشتراكيين في الوزارات، وعلى إدارة لامركزية في أيدي المجالس العمالية. بسبب حالة الحرب التي تشهدها البلاد كانت القيادة واقعيا في يد اللجنة التنفيذية التي تألفت من بيلا كون، وسيغموند كونفي، ويانولاندلر، وبيلا فاغو ويوزيف بوغاني.
في مارس وأبريل 1919 أصدرت الحكومة حزمة من القرارات الاشتراكية أهمها:
1.    تأميم المصانع والشركات والمعامل التي فيها أكثر من 20 عاملا ونقل إدارتها إلى المجالس العمالية
2.    تأميم البنوك وتجميد أموال الرأسماليين وتقنين حركتها في ما يخدم متطلبات الإنتاج، واستعمال أرباح شركات الإنتاج الحربي في رفع أجور العاملين
3.    قرارات تتعلق بالمساواة في الأجور بين النساء والرجال وبتحديد الأجور بما يخدم تقليص الفوارق الاجتماعية
4.    انتزاع ملكية الأرض من الإقطاعيين بما يزيد عن 50 هكتارا وإقامة تعاونيات فلاحية. شمل هذا القرار إلغاء التوزيع السابق القائم على الإصلاح الزراعي الأول الذي أجرته حكومة كارولي. هذه الخطوة، وإن اتفقت أكثر مع التصورات السوفييتية وهدفت إلى رفع الإنتاجية، إلا أنها (كما في الاتحاد السوفييتي نفسه) لم تحظ بشعبية لدى الفلاحين الذين فضلوا الحصول على ملكية خاصة وانتاج مستقل
5.    قرارات تشمل حماية المرأة وحماية الأمهات ومنع عمل الأطفال
6.    قرارات تشمل التعليم المجاني إلى سن الرابعة عشرة ونقل المدارس من سيطرة الكنيسة إلى سيطرة الدولة
7.    قرارات تتعلق بالحق بخدمات صحية أساسية
قررت الحكومة كذلك السماح لكل القوميات في البلاد بانتخاب مجالس تمثلها على أساس فدرالي وبانتخابات ديمقراطية مباشرة كل ستة أشهر، مع إعطاء حق الاقتراع لكل المواطنين البالغين، وجرت بين 7 و12 أبريل انتخابات في المناطق الواقعة تحت سيطرة الحكومة أسست لمؤتمر مجالس عام أقر الدستور وأعلن قيام الجمهورية الفدرالية السوفييتية المجرية وانتخب الاشتراكي ساندورغارباي رئيسا.
قررت الحكومة كذلك حل الجيش القديم وإقامة جيش عقائدي عماده البروليتاريا، ولكن المواجهة القائمة مع دول الجوار اضطرتها عمليا إلى الاعتماد على ذوي الخبرات العسكرية من الضباط السابقين، وعيّن الاشتراكي فيلموس بوم قائدا للجيش الأحمر، والعسكري غير االحزبي، أوريل ستورمفيلد رئيسا للأركان.

### السياسة الخارجية - توازنات صعبة
قامت الجمهورية المجرية السوفييتية لتكون امتدادا للثورة البلشفية الروسية في غرب أوروبا، وفي ظرف كان يعاد فيه رسم الخريطة الأوروبية بعد الحرب العالمية الأولى التي كانت المجر في الطرف المهزوم فيها ومطالبة بالاستحقاقات الإقليمية والسياسية التي طالبت بها الدول المنتصرة، وكان عجز حكومة كارولي عن تلبية أو رفض مطالب الحلفاء بالتنازلات الإقليمية عن مساحات واسعة للدول المجاورة (صربيا ورومانيا وجمهورية التشيك) أحد أهم أسباب سقوط الحكومة وقبول الاشتراكيين الديمقراطيين التحالف مع الشيوعيين. واجهت الجمهورية مهمة صعبة في الموازنة بين درء خطر التدخل الخارجي والحفاظ على تحالفاته الداخلية، ومواجهة خطر الثورة المضادة. إستراتيجية الجمهورية السوفييتية كانت رفض مطالب الحلفاء مع استعداد للتفاوض لكسب الوقت، وتحقيق إصلاحات اشتراكية سريعة في البلاد وحشد العمال والفلاحين لحماية الثورة، والعمل على نقل الثورة إلى محيط المجر بانتظار المدد السوفييتي. بدى هذا المشروع واقعيا في ربيع 1919 مع اندلاع الثورات في ألمانيا وقيام جمهورية سوفييتية في بافاريا في أبريل 1919، ودحر القوات التشيكية وإعلان جمهورية سوفييتية في سلوفاكيا في يونيه، كما بدت الظروف مواتية لثورة مشابهة في النمسا المجاورة التي سيطرت فيها مجالس العمال بعد انهيار الملكية. ولكن في الأشهر التالية تراجع البلاشفة الروس أمام ضغط حرب التدخل ولم يعودوا قادرين على تقديم الدعم العسكري للمجر، كما سقطت جمهورية بافاريا في شهر مايو. كذلك لم ينجح كون في إقناع قادة الاشتراكية الديمقراطية النمساوية بتنفيذ ثورة مشابهة لإقامة حكم مجالس وتمسك هؤلاء بالبرلمانية الديمقراطية ورفض فريدريش آدلر عرض قيادة الحزب البلشفي، فيما انتقد الماركسي النمساوي أوتو باور دولة المجالس الهنغارية معتبرا إياها عملا يائسا، وقام الشيوعيون النمساويون في يونيه 1919 بمحاولة لإشعال الثورة إلا أنها قمعت بسرعة. تحول النموذج المجري إلى بعبع في خطاب اليمين الأوروبي الذي ربط بيلا كون بمؤامرة يهودية بلشفية وحولت كون نفسه إلى شبح يجول أوروبا ويشعل الثورات. في نفس الوقت جهدت الجمهورية السوفييتية في الحصول على الاعتراف الدولي وأبدت استعدادا للتفاوض مع الحلفاء على وضع المناطق المتنازع عليها ورضخت لبعض الشروط مثل الانسحاب من الأراضي السلوفاكية الذي كلف الحكومة انسحاب عناصر وطنية منها وأدى إلى حالة إحباط عام.

### التدخل الخارجي والثورة المضادة
جاء رد فعل الدول الكبرى المنتصرة في الحرب العظمى في سياق حملتها لمكافحة الشيوعية في أوروبا والتدخل العسكري ضد البلاشفة في روسيا، وخشيت أن تتحول المجر إلى بؤرة ثورية جديدة في أوروبا إذا نجحت الحكومة في البقاء وبفرض برامجها، فرفضت الاعتراف بحكومة المجالس الهنغارية وفرضت عليها حصارا اقتصاديا، وأوعزت إلى دول الجوار بالتحرك عسكريا ضد المجر مقابل الاعتراف بمطالبهم الإقليمية فيها، وطلبت من كل من صربيا وجمهورية التشيك ورومانيا والنمسا التدخل مباشرة. وافقت دول الجوار جميعها على التدخل باستثناء النمسا التي اعترفت حكومتها التي يقودها الاشتراكيون الديمقراطيون بحكومة المجالس المجرية وأمدتها بالغذاء والسلاح مخترقة الحظر الذي فرضه الحلفاء عليها، مع التزامها بالحياد في المواجهة المسلحة. كما قرر مؤتمر السلام في باريس إقامة منطقة محايدة تحت سيطرة الحلفاء في جنوب المجر سمحت بإقامة حكومة مضادة بقيادة الأدميرال ميكلوش هورتي.
في 16 أبريل 1919 اجتاحت القوات الرومانية (35.000 جندي) من منطقة ترانسلفانيا المحتلة شمال شرق البلاد (الكربات الأوكرانية) وصولا إلى موغاشيفو، واحتلت ديبرسين واستعدت لمهاجمة ثيس بالتعاون مع قوات الثورة المضادة المجرية. من الشمال الغربي هاجمت جمهورية التشيك ب40.000 جندي المجر وصولا إلى ميشكولك، بينما اجتاحت القوات الفرنسية (32.000) والصربية (40.000) جنوب البلاد وصولا إلي سيغيد وآراد وأسست هناك بحمايتها الحكومة الهنغارية المضادة برئاسة الكونت غيولا كارولي (تشابه أسماء مع ميهال كايولي الرئيس السابق) والتي تولى فيها ميكوش هورتي وزارة الدفاع وقيادة جيش قوامه 5000 مقاتل أطلق عليهم اسم «الجيش الوطني». على الرغم من الوضع اليائس الذي يقتضي نقل السلطة إلى حكومة انتقالية يقبلها الحلفاء، رفضت الأغلبية في الحكومة وفي المجلس العمالي الاستسلام وقررت مواجهة الغزو والثورة المضادة، وحشدت خلال ثلاثة أيام 44.000 مقاتل في الجيش الأحمر معظمهم من الأوساط العمالية، وبلغ قوام الجيش الأحمر في يونيو من نفس العام ال100.000 انضم إليهم حوالي 20.000 من المتطوعين الأمميين من النمسا ورومانيا وأوكرانيا وسلوفاكيا وبولندا، ونسّقت حكومة كون عسكريا وسياسيا مع البلاشفة في الاتحاد السوفييتي.

### نجاحات عسكرية أولية وتدخلات دبلوماسية
نجحت القوات المجرية في البداية في صد الهجوم الروماني وتمكنت من دحر القوات التشيكية والانتقال إلى الهجوم في 20 مايو، حيث حررت شرق سلوفاكيا وأعلنت في 16 يونيو الجمهورية السوفييتية السلوفاكية (بالسلوفاكية: Slovenská Republika Rád)‏ بقيادة أنطونين يانوشيك، كما فشلت محاولات انقلابية قامت بها الثورة المضادة في بودابست ومدن أخرى. في 22 يونيو طالب كليمنصو المجر بالانحساب من المناطق السلوفاكية المخلطة شمال المجر مقابل انسحاب القوات الرومانية من شرق هنغاريا، وهو عرض قبلته الحكومة المجرية الساعية وراء الاعتراف الدولي. أدى انسحاب قوات الحكومة المجرية في 28 يونيو من المناطق التي حررتها إلى ضربة لشعبيتها وكذلك إلى حالة إحباط عامة في الجيش واستقال وزير الدفاع فيلموس بوم ورئيس هيئة الأركان ستورمفيلد، ولم تصمد دولة المجالس السلوفاكية أكثر من اسبوعين، في حين لم تنسحب القوات الرومانية من شرق المجر وأبلغت فرنسا الحكومة المجرية في 15 يوليو بعدم استعدادها للتفاوض معها.

### هزيمة الجيش الأحمر وسقوط بودابست

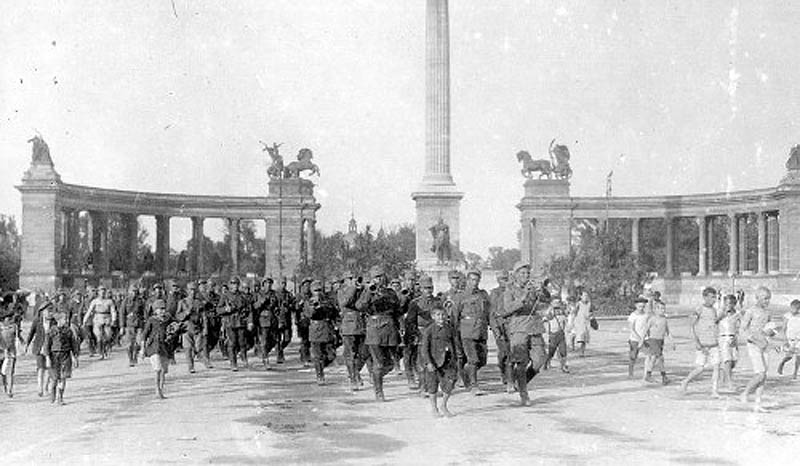
جنود رومانيون وأطفال في بودابست 1919

ازدادا الوضع العسكري سوءا مع عجز البلاشفة السوفييت عن تقديم الدعم إلى المجريين، وبعد زوال أفق المفاوضات شنت القوات المجرية هجوما عاما على القوات الرومانية شرق البلاد بقيادة رئيس هيئة الأركان الجديد فرينيك يولير الذي باع في 18 يوليو إلى الاستخبارات البريطانية خطط العمليات الهنغارية كلها لتقدمها إلى قوات الحلفاء.  شهدت هذه الفترة انهيارا على جبهات القتال واجتاحت القوات الرومانية الأراضي المجرية وهزمت الجيش الأحمر عند نهر التيسا، ثم حركت قواتها غربا لتبلغ بودابست في 31 يوليو، أما في الجنوب فاستسلمت قوات الجيش الأحمر في 1 أغسطس بعد معارك بالقرب من سولنوك.
في هذه الأثناء تفاوض فيلموس بوم الذي أصبح سفير المجر في فيينا مع مبعوث الحلفاء العقيد كننغهام الذي قدم اقتراحا يشمل استقالة الحكومة المجرية والتراجع عن قرارات التأميم ومنع الدعاية الشيوعية، وإقامة حكومة تكنوقراط موسعة تشمل بعض الشخصيات الاشتراكية المقبولة مقابل وقف العمليات العسكرية ورفع الحصار، وهو «حل الوسط» الذي صادق عليه مؤتمر السلام في باريس في 28 يوليو. كما قبلت الحكومة المجرية بتجميد القرارات الاشتراكية واستقالة أعضائها وتعيين شخصيات اشتراكية معتدلة للحكومة الانتقالية التي ترأسها القائد النقابي بايدل، و2 أغسطس فر كون وقيادات الشيوعيين إلى خارج المجر.
استسلمت بودابست للقوات الرومانية التي دخلتها في 3 أغسطس، وعُزلت حكومة بايدل بعد ثلاثة أيام ونصبت القوات المحتلة رجل الأعمال إشتفان فريدريك الذي أعلن الأحكام العرفية. وحاولت قيادات الاشتراكيين الديمقراطيين الباقية في بودابست أن تكون شريكا في الحكومة، معلنةً تنصلها من سلطة البلاشفة، ولكن كل من باريس ولندن ارتأتا تسليم السلطة إلى الأدميرال ميكوش هورتي الذي شرع بحملة تصفيات دموية في غرب البلاد، ودخل بودابست في 16 نوفمبر 1919 ليبدأ بالتدريج عهد الحكم الفاشي في ما عرف بالمملكة المجرية، الذي كانت دكتاتورية عسكرية نصب فيها هورتي نفسه وصيا على العرش، واستمرت إلى العام 1944.